# Ciaco
La Ciaco (Centre d'impression et d'achat en coopérative) est une coopérative fondée par les organisations étudiantes de l'Université catholique de Louvain en 1970. Les Éditions Ciaco, ou Diffusion universitaire Ciaco (DUC), ont été créées en 1980, elles publiaient des cours, ainsi que des livres universitaires. Aujourd'hui, seule l'impression et la vente de syllabus et de livres sont assurées par la DUC via son magasin à Louvain-la-Neuve ou son shop en ligne. Plus aucun travail éditorial n'est donc effectué par la Ciaco ou la DUC.
Elle s'occupe entre autres de la diffusion et d'une partie de la distribution des Presses universitaires de Louvain, des Presses universitaires de Namur, des Presses de l'Université de Saint-Louis ainsi que des Éditions de l'Université Ouverte de la Fédération Wallonie-Bruxelles. Ses activités ne se limitent pas à la Belgique, puisqu'elle s'occupe également de l'impression à la demande des livres d'OpenEdition Press.
En 2000, Ciaco inaugure la librairie en ligne de documents scientifiques i6doc dans le but de réduire les coûts de production de l'édition scientifique et de permettre aux éditeurs académiques de gagner en visibilité. L'offre concerne à la fois les supports au format électronique et imprimé.
Le 7 mars 2023, la Ciaco s'est associée à l'ADEB pour mutualiser la distribution de nombreuses maisons d'édition belges francophones en Fédération Wallonie-Bruxelles via la société MDS Benelux.